# Mount Argus
Mount Argus är ett berg i Antarktis. Det är beläget i Västantarktis. Argentina, Chile och Storbritannien gör anspråk på området. Toppen på Mount Argus är 1 061 meter över havet, eller 42 meter över den omgivande terrängen. Bredden vid basen är 0,87 km.
Terrängen runt Mount Argus är huvudsakligen kuperad. Trakten är obefolkad. Det finns inga samhällen i närheten.